# Czibisowka (sielsowiet rusanowski)
Czibisowka (ros. Чибисовка) – wieś (ros. деревня, trb. dieriewnia) w zachodniej Rosji, w sielsowiecie rusanowskim rejonu fatieżskiego w obwodzie kurskim.

## Geografia
Miejscowość położona jest nad Usożą (lewy dopływ Swapy w dorzeczu Sejmu) i jej dopływem ruczajem Wierchnij Chotieml, 1,5 km od centrum administracyjnego sielsowietu (Basowka), 2,5 km na południowy zachód od centrum administracyjnego rejonu (Fatież), 45 km na północny zachód od Kurska, 0,3 km od drogi magistralnej (federalnego znaczenia) M2 «Krym» (część trasy europejskiej E105).
We wsi znajduje się 20 posesji.
Klimat
Miejscowość, jak i cały rejon, znajduje się w strefie klimatu kontynentalnego z łagodnym ciepłym latem i równomiernie rozłożonymi opadami rocznymi (Dfb w klasyfikacji klimatów Köppena).

## Demografia
W 2010 r. wieś zamieszkiwały 54 osoby.